# Helalia Johannes
Helalia Johannes, född 30 augusti 1980 i Windhoek, Sydvästafrika, friidrottare, långdistanslöpare. Hon har tävlat I olympiska sommarspelen 2012, Samväldesspelen 2014 (maraton), Allafrikanska spelen 2015, (silvermedalj i sjukamp) och Världsmästerskapen i friidrott 2019 (maraton, brons).

## Personliga rekord
- 10 000 meter –  30:45 Kapstaden (namibiskt rekord), 26 maj 2019.[3]
- Halvmaraton – 1:10:29 Kapstaden (namibiskt rekord), 20 april 2019.[4]
- Maraton – 2:22:25 Nagoya (namibiskt rekord), 10 mars 2019.[5]